# تسویوشی یوشیتاکه
تسویوشی یوشیتاکه (انگلیسی: Tsuyoshi Yoshitake؛ زادهٔ ۸ سپتامبر ۱۹۸۱) بازیکن فوتبال اهل ژاپن است.
از باشگاه‌هایی که در آن بازی کرده‌است می‌توان به باشگاه فوتبال توکیو وردی اشاره کرد.